# Johor Darul Takzim FC
Johor Darul Takzim FC (malajski Kelab Bolasepak Johor Darul Takzim) lub po prostu Johor Darul Takzim, czyli JDT – malezyjski klub piłkarski z siedzibą w Johor Bahru.

## Historia
JDT założony został jako Kelab Bolasepak Perbadanan Kemajuan Ekonomi Negeri Johor (PKENJ FC) i uczestniczył w lokalnych rozgrywkach aż do czasu, kiedy w 1988 roku zadebiutował w Lidze FAM. W 1996 roku klub zmienił nazwę na Johor FC, następnie w 2012 na Darul Takzim FC i wreszcie w 2013 na Johor Darul Takzim FC.
W latach 1997–2001 Johor FC rywalizował w Malaysia Premier League (drugi poziom rozgrywkowy). W 2001 roku wygrał tę ligę, jednak awans do Malaysia Super League klub ten uzyskał dopiero w 2006 roku, kiedy to FAM podjęło decyzję o rozszerzeniu ligi do 14 zespołów.
W 2009 roku zespół po raz pierwszy wystąpił w Pucharze AFC. W grupie F drużyna zajęła czwarte miejsce, zdobywając jeden punkt w zremisowanym meczu z VB Addu FC.
W 2013 roku zespół dotarł do finału Pucharu Malezji, w którym przegrał 1:0 z Kelantan FA.
Klub stał się popularny w Europie po tym, jak we wrześniu 2013 roku zakontraktował reprezentanta Argentyny Pabla Aimara.

## Historyczne nazwy
- 1972–1996: Kelab Bolasepak Perbadanan Kemajuan Ekonomi Negeri Johor (PKENJ FC)
- 1996–2012: Kelab Bolasepak Johor (Johor FC)
- 2012–: Kelab Bolasepak Johor Darul Takzim (Johor Darul Takzim FC)

## Sukcesy
- Malaysia Super League
  - mistrzostwo (11): 2014, 2015, 2016, 2017, 2018, 2019, 2020, 2021, 2022, 2023, 2024/25
- Malaysia Premier League
  - mistrzostwo (2): 1997, 2001
- Lidze FAM
  - mistrzostwo (2): 1994, 1995
  - wicemistrzostwo (1): 1996
- Malaysia FA Cup
  - mistrzostwo (4): 1997/1998, 2015/2016, 2022, 2023
  - finalista (1): 2013
- AFC CUP
  - mistrzostwo (1): 2015